# 鼻疽
鼻疽（びそ、glanders）は、鼻疽菌 (Burkholderia mallei) 感染による馬、ロバ、ラバなどの感染症。鼻疽菌はヒトにも感染し症状を示すことがあるため、人獣共通感染症の一つである。

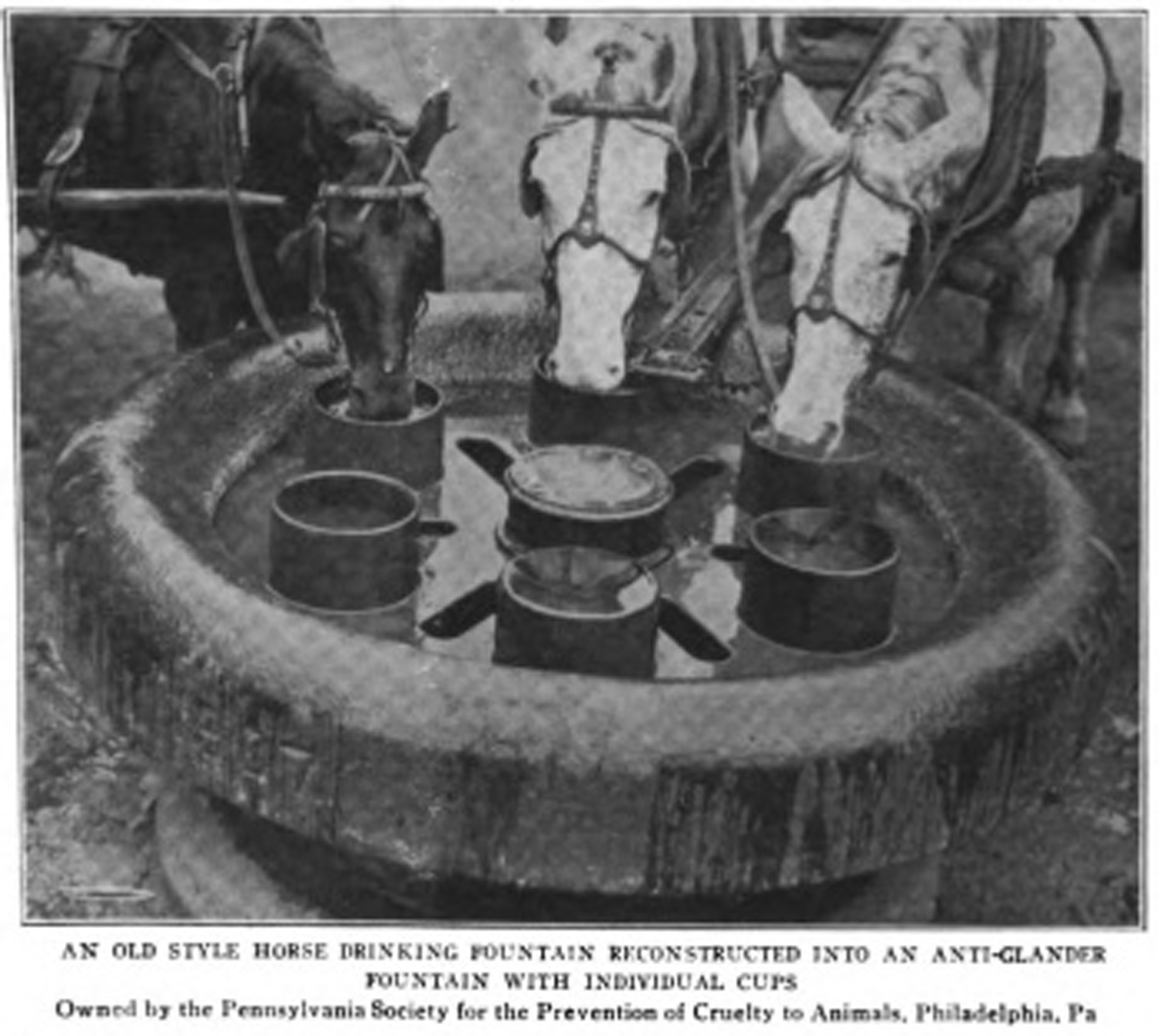
鼻疽対策が施されたウマの水飲み場（1917年、フィラデルフィアにて）

ウマやロバのほか、犬、猫、羊、山羊にも感染する。日本での発生はみられないが、海外から侵入する可能性が心配されている（海外悪性伝染病）。日本では家畜伝染病予防法における法定伝染病の一つであり、対象動物は馬。臨床症状の違いにより肺鼻疽、鼻腔鼻疽。皮疽と呼ばれる場合もある。

## 原因
グラム陰性無芽胞桿菌である鼻疽菌の感染を原因とする。

## 疫学
東欧、アジア、アフリカ、中東、南アフリカなどで報告される。日本での発生は報告されていない。飛沫感染および経口感染により、馬からヒト、ヒトからヒトへと伝播する。感染様式は、馬同士の直接的、間接的な接触により、経口感染、経気道感染、経皮感染、創傷感染。
病原体は環境中（土壌など）で生存することが出来ないため、病原体を有した動物との接触及び汚染された分泌物（膿）との接触が主な感染経路となる。

## 症状
- ヒト
  - 潜伏期間は、1〜14日（希に数年）で、肺炎、膿胸、肺に鼻疽結節を形成する。初発症状は発熱、頭痛などであるが、重篤な敗血症性ショックを起こすこともある。
- 馬
  - 発熱、血様膿性鼻汁、潰瘍、喀血、リンパ管に沿って念珠状の乾酪化結節や膿瘍を形成する。

## 診断
グリセリンあるいは血液を添加した培地を用いて菌を分離・同定することが最も信頼性のある診断方法である。ストラウス反応（モルモットの雄の腹腔内に菌を摂取すると3~4日で精巣炎が認められる）、マレイン反応（菌体成分であるマレインを点眼するとアレルギー反応が認められる）も診断に有用である。そのほか、CF反応、ELISA、凝集反応などの抗体検査法が用いられる。鑑別疾患として、炭疽、類丹毒、天然痘、梅毒など。

## 治療
ヒトではサルファダイアジン、テトラサイクリン、セフタジジム、イミペネムなどが有効。未治療の場合、100%に近い致死率を示す。馬は治療を行わず、殺処分する。

## 予防
ヒト用のワクチンは存在しない。輸入動物の検疫、常在地での馬、患者との接触回避、馬の殺処分により予防する。